# Núi Thạch Bích
Núi Thạch Bích (chữ Hán: 石 璧), tên Nôm gọi là Đá Vách, là một danh sơn của tỉnh Quảng Ngãi, Việt Nam. Núi cao khoảng 1.500 mét , nằm ở phía Đông Nam huyện Sơn Hà giáp giới với huyện Minh Long (đều thuộc tỉnh Quảng Ngãi) .

## Trong thư tịch cũ
Sách Đại Nam nhất thống chí, phần tỉnh Quảng Ngãi, chép:
Thế núi (Thạch Bích) chót vót, vách đá đứt ngang, rất hiểm trở, cỏ mọc rậm rạp, chưa từng có tiều phu đến chặt củi. Buổi sớm khói mây ngưng sắc tía, suối hang ngậm màu son. Lúc mặt trời chiếu xuống, núi đá đều sáng láng như ánh sao đêm.
Sách Đại Nam dư đia chí ước biên, phần tỉnh Quảng Ngãi, chép:
Núi Thạch Bích cây cỏ um tùm, chưa qua khai thác. Sương mai tím biếc, đỏ lựng sáng chiều. Tà dương soi rọi thì núi non rực rỡ như ánh sao. Trong mười cảnh đẹp của Quảng Ngãi thì có một cảnh gọi là có cảnh được gọi là "Thạch Bích tà dương" 
Sách Viêm Giao trưng cổ ký của Cao Xuân Dục, chép:
Núi Thạch Bích ở ngoài Trường lũy, phía tây huyện Bình Sơn. Núi cao chất ngất, cây cỏ um tùm hoang sơ, chưa từng có tiều phu đến đốn chặt. Dưới ánh nắng chiều chiếu xiên, cả sườn núi toàn vách đá lấp lánh sáng như sao. Con đường dưới chân núi nhỏ hẹp đi về phía tây thông tới các sách người Man ở Minh Long, Tử Tuyền, vô cùng chon von hiểm trở. Bọn trộm cướp, thổ phỉ người Man thường đi trên con đường ấy qua núi mà xuống xuôi. Đằng sau lũy có hai đỉnh núi Tập Lĩnh và Hoàng Trung. Trong mười cảnh đẹp của Quảng Ngãi có cảnh được gọi là "Thạch Bích tà dương" (Nắng tà Thạch Bích), đó chính là nơi này.
Xét: Có hai núi cùng tên là Thạch Bích. Các bậc cố lão truyền lại rằng, vào đầu đời Gia Long, Tả quân Lê Văn Duyệt đánh giặc Man đi qua một quả núi cũng mang tên Thạch Bích ở phía tây hai sách người Man là Minh Long và Tử Truyền, tiêu diệt được những sách Man đó xong, theo hướng tây bắc từ Trường lũy, đi ngược lên một ngày đường là tới sào huyệt của bọn ác man. Lại có một núi nữa ở bên ngoài lũy thuộc huyện Mộ Đức, cách khoảng một ngày đường, có điều núi này có phần thấp hơn .

## Trong văn học
Nguyễn Cư Trinh, khi còn làm Tuần phủ Quảng Ngãi (1750), có làm 10 bài thơ chữ Nôm có tên chung là Quảng Ngãi thập nhị cảnh, trong đó có bài Thạch Bích tà dương (Nắng tà Thạch Bích). Bài thơ đó như sau:
Non núi dăng dăng đổi cả trời,
Một hòn Thạch Bích tiếng muôn đời.
Đá xây đứng sững y như vách,
Bóng xế soi về khắp mọi nơi.
Con mọi khôn dòm vô đất nước,
Dân ta càng khỏi nhiễm tanh hôi.
Cẩm thành được thế thêm bền bỉ,
Cây cỏ ngàn thu cũng dựa hơi 

## Sách tham khảo
- Quốc sử quán triều Nguyễn, Đại Nam dư địa chí ước biên. Nhà xuất bản Văn học, 2003.
- Cao Xuân Dục, Viêm Giao trưng cổ ký. Nhà xuất bản Thời đại, 2010.
- Nguyễn Thạch Giang (chủ biên), Văn học thế kỷ XVIII. Nhà xuất bản Khoa học xã hội, 2003.